# U-Bahnhof Porta Romana
Der U-Bahnhof Porta Romana ist ein unterirdischer Bahnhof der U-Bahn Mailand. Er befindet sich auf der Linie M3 unter dem Piazzale delle Medaglie d’Oro und ist nach dem gleichnamigen Stadttor benannt.

## Geschichte
Der U-Bahnhof Porta Romana wurde am 16. Dezember 1990 als provisorische Endstation der Linie M3, erstmal nur von einem Shuttleservice bedient, in Betrieb genommen. Am 12. Mai 1991 wurde die Strecke bis zur neuen Endstation San Donato verlängert und mit vollem Takt bedient.
Der ursprünglich vorgesehene Name für den Bahnhof war Medaglie d’Oro; der Name Porta Romana war für den heutigen Bahnhof Lodi TIBB vorgesehen, der bei dem S-Bahnhof Porta Romana liegt.

## Lage
Der Bahnhof befindet sich in unterirdischer Lage unter dem Piazzale delle Medaglie d’Oro, vor der Porta Romana.
Der Bahnhof verfügt über zwei Gleise mit Seitenbahnsteigen. Über dem Gleisniveau befindet sich ein Zwischengeschoss mit Zutrittskontrolle.
Die architektonische Ausstattung wurde wie bei allen Bahnhöfen der Linie M3 von den Architekten Claudio Dini und Umberto Cappelli gestaltet.

## Anbindung
Am U-Bahnhof bestehen Umsteigemöglichkeiten von der Linie M3 zur Straßenbahnlinie 9 der Azienda Trasporti Milanesi sowie zu einigen Buslinien.
Trotz seines Namens besteht keine Umsteigemöglichkeit zum S-Bahnhof Porta Romana, der vom U-Bahnhof Lodi TIBB erreichbar ist.
| Linie | Verlauf |
| ----- | --- |
|       | Comasina – Affori FN – Affori Centro – Dergano – Maciachini – Zara – Sondrio – Centrale FS – Repubblica – Turati – Montenapoleone – Duomo – Missori – Crocetta – Porta Romana – Lodi TIBB – Brenta – Corvetto – Porto di Mare – Rogoredo FS – San Donato |